# Петров, Николай Николаевич (математик)
Никола́й Никола́евич Петро́в (9 июня 1939, Новороссийск, Краснодарский край — 29 сентября 2012, Санкт-Петербург) — советский и российский математик, специалист в области теории дифференциальных игр, теории слоений с особенностями, теории поиска на множествах сложной топологической структуры, заслуженный работник высшей школы Российской Федерации (1999).

## Биография
Родился 9 июня 1939 года в Новороссийске. В 1956 году поступил на математико-механический факультет Ленинградского государственного университета (ЛГУ), по окончании — поступил там же в аспирантуру, в 1964 году защитил кандидатскую диссертацию.
Работал на кафедре дифференциальных уравнений математико-механического факультета ЛГУ, позднее — на кафедре исследования операций. В 1976 году защитил докторскую диссертацию по физико-математическим наукам, профессор. В период с 1982 по 2012 год заведовал кафедрой исследования операций ЛГУ.
Автор шахматных композиций связанных с теорией поиска.

## Награды и премии
- Заслуженный работник высшей школы Российской Федерации (1999)
- Премия Санкт-Петербургского университета за цикл работ «Качественная теория динамических полисистем» (1995)
- Медаль «Санкт-Петербургский государственный университет» (2006)